# Saltrød
Saltrød est un village situé dans le comté d'Agder, en Norvège. Il comporte une église, une école primaire, ainsi qu'une station-service. Le politicien norvégien Gunnar Knudsen, qui a été deux fois Premier ministre de Norvège, est né à Saltrød.